# James Stanton-French
James Stanton-French (Mudgee, 1983. július 21. –) ausztrál válogatott vízilabdázó, a Victorian Seals kapusa.

## Sportpályafutása
Stanton-French 12 évesen kezdett barátai unszolására vízilabdázni. 14 évesen bekerült a junior-válogatottba, mellyel 2001-ben részt is vett a világbajnokságon. 2002-ben mutatkozott be a felnőtt válogatottban. 2004-ben a CN Sabadell együtteséhez igazolt, mellyel spanyol bajnok és kupagyőztes lett 2005-ben. 2007-ben a Waterpolo Navarrához igazolt. Jelenleg a Victorian Seals hálóőre.

## Nemzetközi eredményei
- Világbajnoki 7. hely (Barcelona, 2003)
- Olimpiai 9. hely (Athén, 2004)
- Világbajnoki 10. hely (Montréal, 2005)
- Világliga 4. hely (Athén, 2006)
- Világliga bronzérem (Berlin, 2007)
- Világbajnoki 10. hely (Melbourne, 2007)
- Világliga bronzérem (Genova, 2008)
- Olimpiai 8. hely (Peking, 2008)
- Világliga 6. hely (Podgorica, 2009)
- Világbajnoki 10. hely (Róma, 2009)
- Világliga 4. hely (Niš, 2010)
- Világbajnoki 8. hely (Barcelona, 2013)
- Világliga 4. hely (Dubaj, 2014)
- Világliga 5. hely (Bergamo, 2015)
- Világbajnoki 8. hely (Kazany, 2015)
- Világliga 5. hely (Huizhou, 2016)
- Olimpiai 9. hely (Rio de Janeiro, 2016)